# Ronde van Piemonte 1992
De 81e editie van de Ronde van Piemonte (ook wel bekend als Gran Piemonte) werd verreden op 15 oktober 1992. 
De wedstrijd werd gewonnen door de Nederlander Erik Breukink.

## Uitslag
| Plaats  | Naam               | Ploeg                  | Tijd     |
| ------- | ------------------ | ---------------------- | -------- |
| Winnaar | Erik Breukink      | PDM-Ultima-Concorde    | 4u11'55" |
| 2       | Stephen Roche      | Carrera Jeans-Vagabond | + 0'04"  |
| 3       | Alex Zülle         | ONCE                   | + 0'08"  |
| 4       | Claudio Chiappucci | Carrera Jeans-Vagabond | z.t.     |
| 5       | Fabian Jeker       | Helvetia-La Suisse     | z.t.     |
| 6       | Stephen Hodge      | ONCE                   | z.t.     |
| 7       | Robert Millar      | TVM-Sanyo              | z.t.     |
| 8       | Bo Hamburger       | TVM-Sanyo              | + 0'56"  |
| 9       | Zbigniew Spruch    | Lampre-Colnago         | + 1'00"  |
| 10      | Riccardo Forconi   | Amore & Vita-Prodir    | z.t.     |

1906 · 1907 · 1908 · 1909 · 1910 · 1911 · 1912 · 1913 · 1914 · 1915 · 1916 · 1917 · 1918 · 1919 · 1920 · 1921 · 1922 · 1923 · 1924 · 1925 · 1926 · 1927 · 1928 · 1929 · 1930 · 1931 · 1932 · 1933 · 1934 · 1935 · 1936 · 1937 · 1938 · 1939 · 1940 · 1941 · 1942 · 1943 · 1944 · 1945 · 1946 · 1947 · 1948 · 1949 · 1950 · 1951 · 1952 · 1953 · 1954 · 1955 · 1956 · 1957 · 1958 · 1959 · 1960 · 1961 · 1962 · 1963 · 1964 · 1965 · 1966 · 1967 · 1968 · 1969 · 1970 · 1971 · 1972 · 1973 · 1974 · 1975 · 1976 · 1977 · 1978 · 1979 · 1980 · 1981 · 1982 · 1983 · 1984 · 1985 · 1986 · 1987 · 1988 · 1989 · 1990 · 1991 · 1992 · 1993 · 1994 · 1995 · 1996 · 1997 · 1998 · 1999 · 2000 · 2001 · 2002 · 2003 · 2004 · 2005 · 2006 · 2007 · 2008 · 2009 · 2010 · 2011 · 2012 · 2013 · 2014 · 2015 · 2016 · 2017 · 2018 · 2019 · 2020 · 2021 · 2022 · 2023 · 2024